# Medicina de Emergência
A Medicina de Emergência é uma especialidade médica focada no atendimento inicial, diagnóstico e tratamento de pacientes em situações urgentes e emergenciais. Ela engloba uma ampla variedade de condições clínicas que exigem respostas rápidas e eficientes, muitas vezes sob pressão extrema. Esta especialidade é crucial para o sistema de saúde, agindo como o primeiro ponto de contato para muitos pacientes que necessitam de cuidados imediatos.

## História da Medicina de Emergência no Mundo
A Medicina de Emergência, que se desenvolveu inicialmente durante a Primeira Guerra Mundial, beneficiou-se da organização e rapidez no atendimento a soldados feridos, levando à criação de sistemas de triagem e conceitos de atendimento pré-hospitalar. Este enfoque militar influenciou a medicina civil, resultando na evolução de ambulâncias e no estabelecimento de serviços emergenciais organizados.
Com o passar do tempo, a especialização médica evoluiu e, na década de 1960, a Medicina de Emergência começou a ser formalizada como especialidade, especialmente nos Estados Unidos e na Inglaterra, onde associações médicas específicas foram criadas e programas de formação foram desenvolvidos. Essa expansão incluiu a publicação de periódicos dedicados e o fortalecimento do apoio à especialidade, que culminou na implementação de um processo de certificação baseado em exames e experiência prática.
Nos Estados Unidos a primeira residência foi estabelecida na Universidade de Cincinnati em 1970. Isso foi seguido pela formação do primeiro departamento dedicado à especialidade na University of Southern California em 1971. Em 1979, o American Board of Medical Specialties reconheceu oficialmente a Medicina de Emergência como uma especialidade médica. A partir daí, programas de formação se espalharam por diversos países, moldando o desenvolvimento de práticas e protocolos que hoje são fundamentais para o atendimento emergencial global.
Globalmente, a Medicina de Emergência ganhou raízes em diversas áreas médicas, como clínica médica em Taiwan, anestesiologia na França, cirurgia no Japão, e medicina de família no Canadá e na Jordânia. Em 2023 havia mais de 70 sociedades médicas da especialidade em todo o mundo, em mais de 50 países.
Com o apoio de organizações internacionais como a Organização Mundial da Saúde (OMS), a especialidade tem passado pela criação de subespecialidades e pela maior integração global. A pandemia do COVID-19 destacou a importância dos emergencistas, que atuam na linha de frente em crises de saúde pública, desastres e pandemias. Esta é uma era de crescimento e inovação na Medicina de Emergência, com um foco renovado na melhoria dos sistemas de atendimento emergencial em todo o mundo.

## História da Medicina de Emergência no Brasil
A Medicina de Emergência no Brasil teve um desenvolvimento significativo desde os anos 90. Em 1992, a Universidade de São Paulo introduziu a disciplina de Emergências Clínicas e, simultaneamente, sistemas de atendimento pré-hospitalar começaram a ser implementados em Campinas, Ribeirão Preto e Porto Alegre, inspirados no modelo francês do SAMU. Em 1996, o Hospital de Pronto Socorro de Porto Alegre estabeleceu a primeira residência de Medicina de Emergência do Brasil, marcando a transição da emergência de uma subespecialidade para uma área de treinamento autônoma e formal.
A consolidação da especialidade continuou com a reestruturação da SOCEMU em Fortaleza em 1998 por médicos como Lindemberg Lima, Celio Vidal e Itamarcia Araújo, e a fundação da SOBRAMEDE em Brasília em 2002, presidida inicialmente por Luiz Henrique Hargreaves. Apesar de desafios iniciais, a Associação de Medicina de Emergência do RS (AMERS) foi formada em 2003, reforçando a identidade e a infraestrutura da emergência médica no Brasil.
A implementação nacional do SAMU em 2002, baseada na Portaria 2048/2022, ajudou na expansão e organização dos serviços de emergência, preparando o terreno para eventos significativos como o Congresso Brasileiro de Medicina de Emergência em Gramado, 2007, e a subsequente fundação da Associação Brasileira de Medicina de Emergência (ABRAMEDE) em 2008 em Porto Alegre, sob liderança de Luiz Alexandre Alegretti Borges e Frederico Arnaud.
Em 2008, a segunda residência em Medicina de Emergência foi criada em Fortaleza, consolidando ainda mais a especialidade. As discussões e encontros científicos subsequentes, especialmente em São Paulo (2011) e Curitiba (2013), culminaram na aprovação pelo Conselho Federal de Medicina em 2013, reconhecendo oficialmente a Medicina de Emergência como especialidade médica no Brasil.
Desde então, a especialidade cresceu exponencialmente, com mais de 40 centros formadores e a ABRAMEDE conduzindo exames de especialização em colaboração com a Associação Médica Brasileira (AMB). A especialidade continua a evoluir, garantindo treinamento e educação contínua para profissionais que atuam nas frentes de emergência em todo o país.

## Competências e Formação do Médico Emergencista
A matriz de competências do Programa de Residência Médica em Medicina de Emergência visa formar médicos altamente qualificados para o atendimento em pronto-socorro, salas de emergência e unidades de tratamento intensivo. O objetivo geral é equipar os residentes com habilidades necessárias para diagnosticar, tratar e monitorar as condições mais comuns e graves encontradas em emergências médicas.
As competências abrangem uma ampla gama de habilidades técnicas e procedimentais, incluindo ultrassonografia à beira do leito, manejo de vias aéreas, suporte básico e avançado de vida, procedimentos invasivos como cateterizações, punções e drenagens, atendimento pré-hospitalar e transporte de pacientes, etc. Os residentes aprendem a aplicar princípios éticos nas decisões clínicas e a gerenciar recursos e equipes em unidades de emergência. Além disso, os médicos são treinados para a colaboração com equipes multidisciplinares e para desenvolver uma comunicação eficaz com pacientes e familiares em momentos críticos
Ao longo dos três anos de treinamento, os residentes progridem de habilidades básicas para o manejo de condições complexas e múltiplos sistemas, culminando na habilidade de lidar com emergências oncológicas, paliativas, e outras situações de alta gravidade. A capacitação também inclui gestão de emergências em desastres e catástrofes., garantindo uma formação abrangente e preparada para os desafios contemporâneos da medicina de emergência.
1. ↑  «Breve Resumo da História da Especialidade de Medicina de Emergência no Brasil». portal.abramede.com.br. Consultado em 22 de abril de 2024
2. 1 2 3  Bloem, Dra Christina (2021). «História da Medicina de Emergência». Revista Brasileira de Medicina de Emergência (1): 2–3. ISSN 2764-1430. Consultado em 22 de abril de 2024
3. ↑  Suter, Robert E (2012). «Emergency medicine in the United States: a systemic review». World Journal of Emergency Medicine (1). 5 páginas. ISSN 1920-8642. doi:10.5847/wjem.j.issn.1920-8642.2011.02.003. Consultado em 22 de abril de 2024
4. ↑  «American Board of Emergency Medicine | An ABMS Member Board». American Board of Medical Specialties (em inglês). Consultado em 22 de abril de 2024
5. ↑  «About Us». International Federation for Emergency Medicine (em inglês). Consultado em 22 de abril de 2024
6. ↑  BULLARD, M; LIAW, S; CHEN, J (novembro de 1996). «Emergency Medicine Development in Taiwan». Annals of Emergency Medicine (5): 542–548. ISSN 0196-0644. doi:10.1016/s0196-0644(96)70118-x. Consultado em 22 de abril de 2024
7. ↑  Nikkanen*, Heikki Erik; Pouges, Claude; Jacobs, Lenworth M (janeiro de 1998). «Emergency Medicine in France». Annals of Emergency Medicine (1): 116–120. ISSN 0196-0644. doi:10.1016/s0196-0644(98)70293-8. Consultado em 22 de abril de 2024
8. ↑  Beveridge, Robert C (outubro de 1995). «Emergency Medicine: A Canadian Perspective». Annals of Emergency Medicine (4): 504–507. ISSN 0196-0644. doi:10.1016/s0196-0644(95)70120-6. Consultado em 22 de abril de 2024
9. ↑  «Distinguished ACEP member given honorary membership». Annals of Emergency Medicine (4). 105 páginas. Abril de 1980. ISSN 0196-0644. doi:10.1016/s0196-0644(80)80050-3. Consultado em 22 de abril de 2024
10. ↑  Abbadi, Suleiman; Abdallah, Abdel Karim; Holliman, C.James (setembro de 1997). «Emergency Medicine in Jordan». Annals of Emergency Medicine (3): 319–321. ISSN 0196-0644. doi:10.1016/s0196-0644(97)70168-9. Consultado em 22 de abril de 2024
11. ↑  Bloem, Dra Christina (2021). «História da Medicina de Emergência». Revista Brasileira de Medicina de Emergência (1): 2–3. ISSN 2764-1430. Consultado em 22 de abril de 2024
12. 1 2 3 4 5  «Breve Resumo da História da Especialidade de Medicina de Emergência no Brasil». portal.abramede.com.br. Consultado em 22 de abril de 2024
13. 1 2 3 4  «História da Emergência no Brasil - Emergência Já. Amor pra Sempre.». emergenciajaamorprasempre.com.br. Consultado em 22 de abril de 2024
14. ↑  «Tudo sobre a Residência em Medicina de EmergênciaMedicina de Emergência». 20 de julho de 2017. Consultado em 22 de abril de 2024
15. ↑  JMédico, Redação (16 de setembro de 2019). «Dia da Medicina de Emergência». Jornal do Médico®. Consultado em 22 de abril de 2024
16. ↑  «PORTARIA Nº 2048, DE 5 DE NOVEMBRO DE 2002». Sistema Legis. 5 de novembro de 2002. Consultado em 22 de abril de 2024
17. ↑  «Tudo sobre a Residência em Medicina de EmergênciaMedicina de Emergência». 20 de julho de 2017. Consultado em 22 de abril de 2024
18. ↑  «Plenária do CFM aprova proposta de emergência como especialidade médica». Conselho Federal de Medicina CFM. 18 de abril de 2013. Consultado em 22 de abril de 2024
19. ↑  https://www.conferencesoftware.com.br. «ABRAMEDE». ABRAMEDE (em inglês). Consultado em 22 de abril de 2024
20. ↑  «Programa de Residência Médica em Medicina de Emergência - COREME - FMRP-USP» (PDF). Hospital das Clínicas da Faculdade de Medicina de Ribeirão Preto. 31 de outubro de 2021. Consultado em 22 de abril de 2024
21. 1 2 3  «RESOLUÇÃO CNRM Nº 12, DE 6 DE JULHO DE 2021 - Aprova a matriz de competências dos programas de ResidênciaMédica em Medicina de Emergência no Brasil». portal.mec.gov.br/. 6 de julho de 2021. Consultado em 22 de abril de 2024
22. ↑  «Breve Resumo da História da Especialidade de Medicina de Emergência no Brasil». portal.abramede.com.br. Consultado em 22 de abril de 2024